# Besao
Besao is een gemeente in de Filipijnse provincie Mountain Province op het eiland Luzon. Bij de laatste census in 2007 had de gemeente ruim 7 duizend inwoners.

## Geografie

### Bestuurlijke indeling
Besao is onderverdeeld in de volgende 14 barangays:
| - Agawa - Ambaguio - Banguitan - Besao East - Besao West - Catengan - Gueday | - Lacmaan - Laylaya - Padangan - Payeo - Suquib - Tamboan - Kin-iway |

## Demografie
Besao had bij de census van 2007 een inwoneraantal van 7.295 mensen. Dit zijn 2.772 mensen (27,5%) minder dan bij de vorige census van 2000. De gemiddelde jaarlijkse groei komt daarmee uit op -4,35%, hetgeen geheel afwijkt van het landelijk jaarlijks gemiddelde over deze periode (2,04%). Vergeleken met de census van 1995 is het aantal mensen met 1.852 (20,2%) afgenomen.

De bevolkingsdichtheid van Besao was ten tijde van de laatste census, met 7.295 inwoners op 174 km², 41,9 mensen per km².